# Bocagella
Bocagella is een geslacht van rechtvleugeligen uit de familie veldsprinkhanen (Acrididae). De wetenschappelijke naam van dit geslacht is voor het eerst geldig gepubliceerd in 1889 door Bolívar.

## Soorten
Het geslacht Bocagella omvat de volgende soorten:
- Bocagella acutipennis Miller, 1932
- Bocagella curvula Sjöstedt, 1931
- Bocagella lanuginosa Bolívar, 1889